# Noronha (futbolista)
Alfredo Eduardo Ribeiro Mena Barreto de Freitas Noronha (Porto Alegre, Brasil, 25 de septiembre de 1918-São Paulo, Brasil, 27 de julio de 2003), más conocido como Noronha, fue un jugador y entrenador de fútbol brasileño. En su etapa como jugador profesional se desempeñaba como lateral izquierdo.

## Selección nacional
Fue internacional con la selección de fútbol de Brasil en 9 ocasiones. Formó parte de la selección subcampeona de la Copa del Mundo de 1950.

### Participaciones en Copas del Mundo
| Mundial                        | Sede   | Resultado  | Partidos | Goles |
| ------------------------------ | ------ | ---------- | -------- | ----- |
| Copa Mundial de Fútbol de 1950 | Brasil | Subcampeón | 1        | 0     |

### Participaciones en Copas América
| Copa                         | Sede   | Resultado |
| ---------------------------- | ------ | --------- |
| Campeonato Sudamericano 1949 | Brasil | Campeón   |

## Clubes

### Como jugador
| Club          | País   | Año       |
| ------------- | ------ | --------- |
| Grêmio        | Brasil | 1935-1941 |
| Vasco da Gama | Brasil | 1942      |
| São Paulo     | Brasil | 1942-1951 |
| Portuguesa    | Brasil | 1951-1953 |
| Grêmio        | Brasil | 1954      |
| Ypiranga      | Brasil | 1954-1955 |

### Como entrenador
| Club        | País   | Año |
| ----------- | ------ | --- |
| Portuguesa  | Brasil | ¿-? |
| Juventus-SP | Brasil | ¿-? |
| São Bento   | Brasil | ¿-? |

## Palmarés

### Campeonatos regionales
| Título               | Club       | País   | Año  |
| -------------------- | ---------- | ------ | ---- |
| Campeonato Paulista  | São Paulo  | Brasil | 1943 |
| Campeonato Paulista  | São Paulo  | Brasil | 1945 |
| Campeonato Paulista  | São Paulo  | Brasil | 1946 |
| Campeonato Paulista  | São Paulo  | Brasil | 1948 |
| Campeonato Paulista  | São Paulo  | Brasil | 1949 |
| Torneo Río-São Paulo | Portuguesa | Brasil | 1952 |

### Copas internacionales
| Título                  | Selección | Sede   | Año  |
| ----------------------- | --------- | ------ | ---- |
| Campeonato Sudamericano | Brasil    | Brasil | 1949 |